# Giovanni Vigliotto
Giovanni Vigliotto, született Frederick Bertram Jiff (New York, 1929 – Florence, Arizona, 1991. február 1.) amerikai bigámista és csaló. Saját bevallása szerint 105 nőt vett el feleségül és fosztott ki 18 amerikai államban és kilenc más országban, különböző álneveket használva. Erről később azt állította, hogy csak viccelt. Áldozatai rendszerint magányos középkorú nők voltak, akiknek már az első randevún megkérte a kezét.
A hatóságok 1983-ban tartóztatták le, bírósági tárgyalása március 28-án kezdődött. A hatóságok 82 esetben tudták bizonyítani a törvénytelen házasságot. Vigliotto a tárgyaláson azt vallotta, hogy Nikolai Peruskov néven született 1929-ben, Szicíliában. Az ügyészség szerint Frederick Bertram Jiff néven született a New York-i Brooklynban, de az évek során legalább 120 álnevet használt. A nyolc férfiból és négy nőből álló esküdtszék 24 perc alatt döntött, és bűnösnek találta Vigliottót. A bíróság 28 év börtönbüntetést szabott ki csalásért, hat évet bigámiáért és 338 000 dollár bírságot mellékbüntetésként.
A börtönbüntetését az Arizonai Állami Börtönben kezdte meg. A börtönben könyvkiadók és TV társaságok keresték meg, és még egy potencianövelő szert is szerettek volna a nevével forgalmazni. Nyolc éve ült már börtönben , amikor 1991. február 1-jén 61 éves korában, agyvérzés következtében meghalt.

## Fordítás
- Ez a szócikk részben vagy egészben  a   Giovanni Vigliotto című angol Wikipédia-szócikk ezen változatának fordításán alapul.  Az eredeti cikk szerkesztőit annak laptörténete sorolja fel. Ez a jelzés csupán a megfogalmazás eredetét és a szerzői jogokat jelzi, nem szolgál a cikkben szereplő információk forrásmegjelöléseként.